# カルヴィアック
カルヴィアック（仏: Calviac）は、フランス南西部のミディ＝ピレネー地域圏ロット県に属する旧コミューン。

## 地理
県の北東部、カンタル県との境付近に位置し、県都のカオールから北東へ70km、小郡の中心地のスーセラックから北へ5kmのところにある。集落には森と耕作地が広がり、そのところどころに民家が点在している。市街の東には幹線道路のD653が通っていて、カンタル県へ延びている。

## 行政
- 市長：ジェラール・ラファージュ（Gérard Lafage、2005年11月から）
- 前市長：ルネ・マゼ（René Mazet）

## 人口の推移
| 1962年 | 1968年 | 1975年 | 1982年 | 1990年 | 1999年 | 2006年 |
| ------ | ------ | ------ | ------ | ------ | ------ | ------ |
| 340    | 372    | 321    | 293    | 230    | 202    | 178    |

INSEEより。